# Ghapama

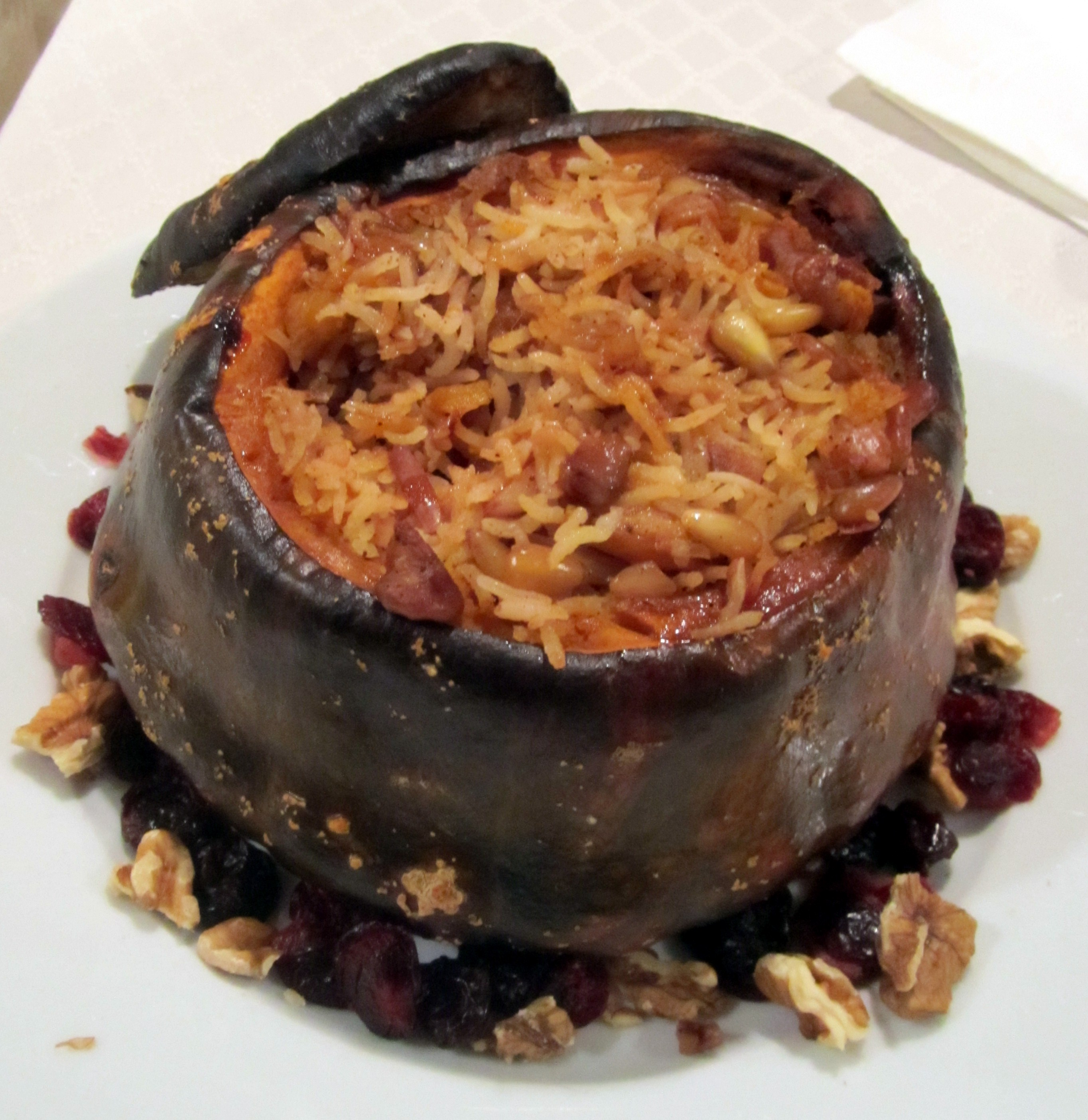
Mini-ghapama.

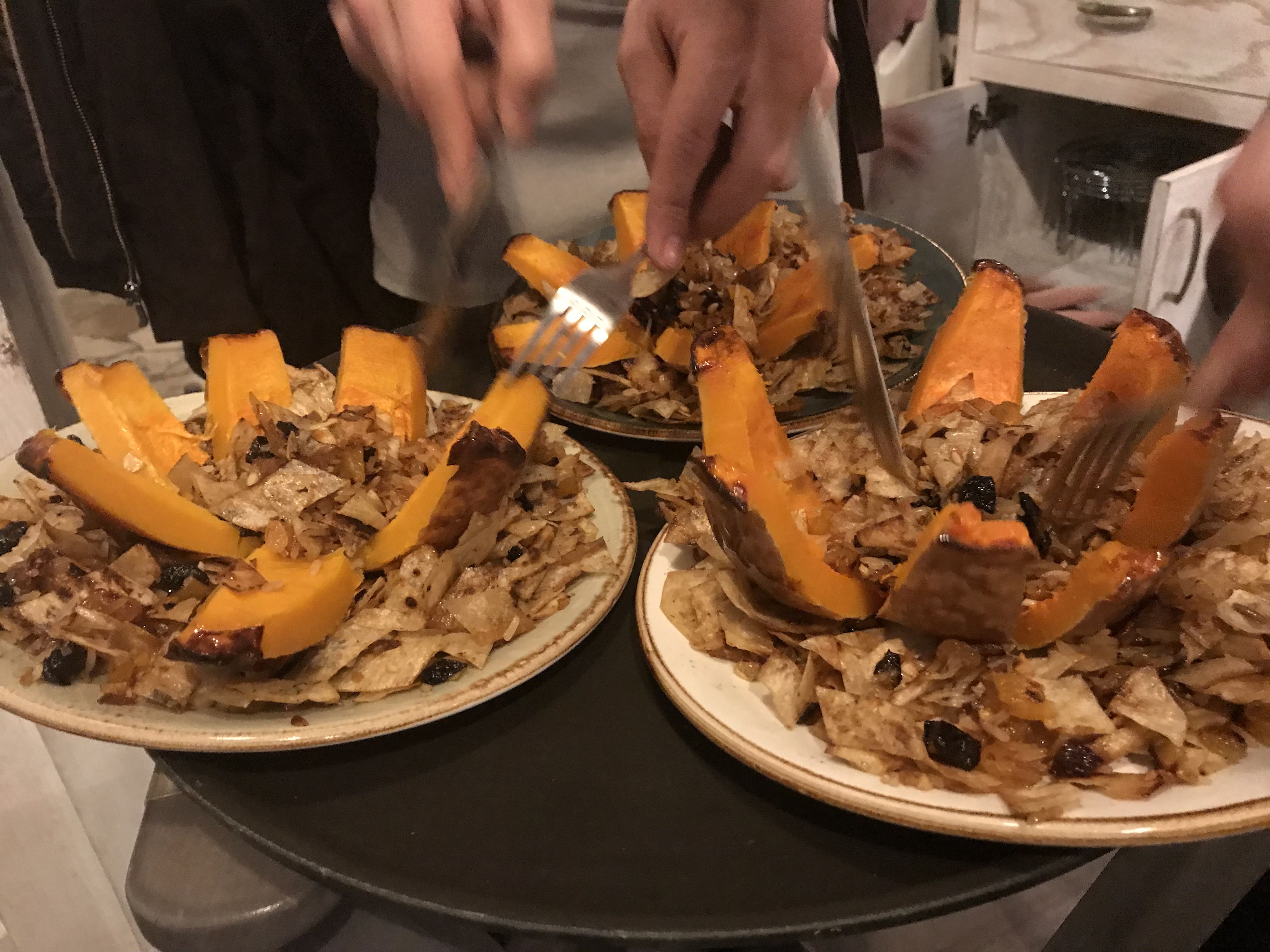
Découpe de ghapamas dans un restaurant d'Erevan.

Le ghapama (en arménien : Ղափամա) est un ragoût de citrouille arménien, souvent élaboré au cours de la saison des fêtes. Il est préparé en enlevant l'intérieur de la citrouille (connu sous le nom de դդում en arménien) dont on fait une farce avec du riz bouilli et une variété de fruits secs tels que cerneaux de noix, pomme, cornouille, abricot, pruneaux et raisins secs. 

## Culture populaire
Il est également commun de verser sur le plat un mélange de miel et de cannelle en poudre ou en sucre. La citrouille est cuite jusqu'à ce qu'elle devienne souple, puis portée à table où elle est découpée et servie.
Il existe un chant arménien sur le ghapama connu sous le nom de Հէյ Ջան Ղափամա (Hey Jan Ghapama), popularisé par Harout Pamboukjian.